# Tonedeff
Tonedeff, riktiga namn Tony Rojas, född 1976, är en amerikansk rappare från Queens, New York.
Han är känd för sitt flow, och påstås vara en av de snabbaste i hiphopens historia med 13,5 stavelser per sekund.

## Diskografi

### Album
- The Monotone (EP)
  - Released: 1997
  - Label: QN5 Music

- Hyphen (LP)
  - Released: 15 augusti 2001
  - Label: QN5 Music/Yosumi

- Extended F@mm - Happy Fuck You Songs
  - Released: 24 november 2002
  - Label: QN5 Music/Freshchest

- Underscore (EP)
  - Released: 16 juli 2003
  - Label: QN5 Music/Freshchest

- Archetype
  - Released: 5 april 2005
  - Label: QN5 Music/Freshchest

- Chico & the Man
  - Released: Summer 2009
  - Label: QN5 Music

### Singlar
- "Ridiculous"
  - Released: 2000
  - Label: Tru Criminal Records
  - B-Side: "Head's Up"

- "Politics"
  - Released: 2005
  - Label: QN5 Music/Freshchest
  - B-Side: "Disappointed"